# Ches Smith

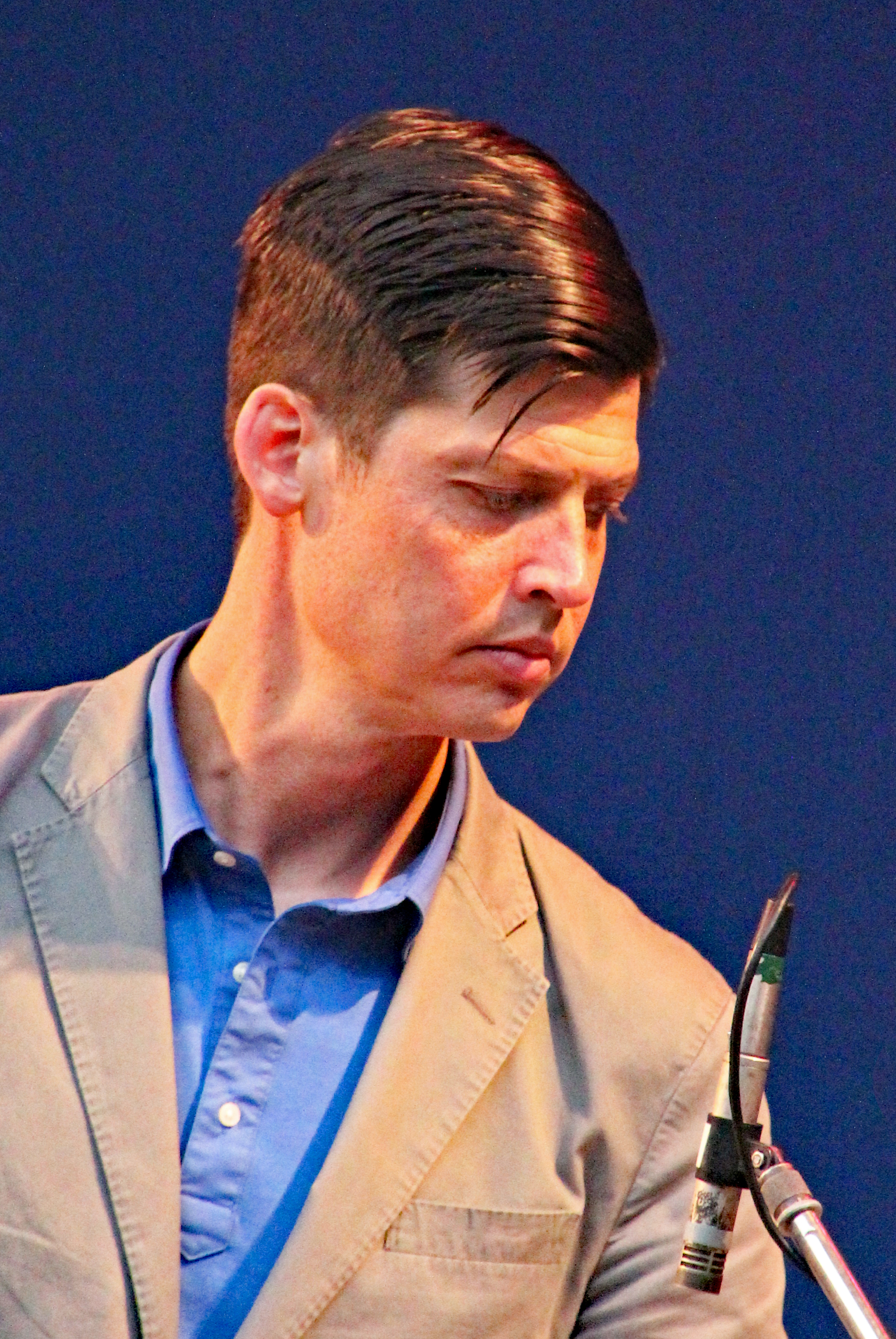
Ches Smith (2016)

Ches Smith (* in San Diego) ist ein US-amerikanischer Schlagzeuger, Komponist und Bandleader im Bereich von Rockmusik, Jazz und improvisierter Musik.

## Leben und Wirken
Smith wuchs in Sacramento auf und begann seine Musikerlaufbahn zunächst in der Punk- und Metal-Szene, bevor er mit Jazz und freier Improvisationsmusik experimentierte. Er studierte Philosophie an der University of Oregon und zog 1995 in die San Francisco Bay Area. Nach Unterricht bei Peter Magadini wurde er ins Graduiertenprogramn des Mills College in Oakland aufgenommen; dort studierte er Perkussion, Improvisation und Komposition bei William Winant, Fred Frith, Pauline Oliveros und Alvin Curran. In dieser Zeit war Mitbegründer der Formationen Theory of Ruin (mit Alex Newport) und Good for Cows (mit Devin Hoff).
Im Laufe seiner Karriere arbeitete Smith u. a. mit Tim Berne, Ben Goldberg, Lou Harrison, Mary Halvorson (Dragon’s Head 2008), Elliott Sharp, Fred Frith, Larry Ochs, Jessica Pavone, Wadada Leo Smith, Carla Bozulich, John Zorn und Marc Ribot, ferner mit den Avantgarde- und Independent Rockbands Beat Circus, Secret Chiefs 3, Mr. Bungle und Xiu Xiu. Er war auch Mitglied in Trevor Dunns Trio-Convulsant (Séances, 2022). 2012 trat er mit seiner Gruppe These Arches, zu der neben Halvorson Andrea Parkins, Tim Berne und Tony Malaby gehören und die angeblich „an der Schnittstelle von Rock und Jazz“ experimentiert, auf dem Jazz Festival Willisau auf. Er ist Mitglied von Bernes Band Snakeoil und Ribots Trio Ceramic Dog, mit dem bis 2023 fünf Alben entstanden. Smith gibt auch Solokonzerte mit dem Programm Ches Smith’s Congs for Brums, das er 2011 in Mannheim vorstellte.
2016 erschien bei ECM sein Album The Bell, auf dem er von Craig Taborn und Mat Maneri begleitet wird. 2018 erschienen zwei Alben von Smith und John Zorn (The Urmuz Epigrams und In a Convex Mirror); er gehört auch zu dessen Incerto-Quartett (Incerto, Homenaje a Remedios Varo). Zu hören war er u. a. auch auf John Héberts Album Sounds of Love (2022), Darren Johnstons Wild Awake, Matt Mitchells Duoablum Oblong Aplomb (2023) und Michael Formaneks As Things Do (2023).

## Diskographische Hinweise
- Darren Johnston / Fred Frith / Devin Hoff / Larry Ochs / Ches Smith – Reasons for Moving (Not Two Records, 2007)
- Mary Halvorson, Jessica Pavone, Devin Hoff, Ches Smith – Calling All Portraits (Skycap, 2008)
- Ches Smith & These Arches – Finally Out of My Hands (Skirl Records, 2010)
- Psycho Predictions (88 Records, 2012)
- Noise to Men (self-release, 2012)
- Jason Robinson, J. D. Parran, Marty Ehrlich, Marcus Rojas, Bill Lowe, Liberty Ellman, Drew Gress, George Schuller, Ches Smith Tiresian Symmetry (Cuneiform Records, 2012)
- Hammered (Clean Feed, 2013), mit Mary Halvorson, Tim Berne, Tony Malaby, Andrea Parkins
- The Bell (ECM, 2016), mit Craig Taborn, Mat Maneri
- Ches Smith & We All Break: Path of Seven Colors (Pyroclastic Records, 2021)
- Interpret It Well (Pyroclastic, 2022)
- Ava Mendoza & Devin Hoff: Echolocation (2023)
- Sunny Five: Candid (Intakt, 2024, mit Tim Berne, David Torn, Marc Ducret, Devin Hoff)
- Clone Row (Othery Love/Bancamp, 2025), mit Mary Halvorson, Liberty Ellman, Nick Dunston